# NGC 5676
NGC 5676 est une galaxie spirale située dans la constellation du Bouvier. Sa vitesse par rapport au fond diffus cosmologique est de 2 216 ± 19 km/s, ce qui correspond à une distance de Hubble de 32,7 ± 2,3 Mpc (∼107 millions d'al). NGC 5676 a été découverte par l'astronome germano-britannique William Herschel en 1787.
La classe de luminosité de NGC 5676 est II-III et elle présente une large raie HI. Elle renferme également des régions d'hydrogène ionisé. La luminosité de NGC 5676 dans l'infrarouge lointain (de 40 à 400 µm)  est égale à 3,24 × 1010 {\displaystyle L_{\odot }} (1010,51{\displaystyle L_{\odot }}) et sa luminosité totale dans l'infrarouge (de 8 à 1 000 µm) est de 4,27 × 1010 {\displaystyle L_{\odot }} (1010,63{\displaystyle L_{\odot }}).
À ce jour, deux douzaines de mesures non basées sur le décalage vers le rouge (redshift) donnent une distance de 29,396 ± 6,293 Mpc (∼95,9 millions d'al), ce qui est à l'intérieur des valeurs de la distance de Hubble. Notons cependant que c'est avec la valeur moyenne des mesures indépendantes, lorsqu'elles existent, que la base de données NASA/IPAC calcule le diamètre d'une galaxie et qu'en conséquence le diamètre de NGC 5676 pourrait être d'environ 41,0 kpc (∼134 000 al) si on utilisait la distance de Hubble pour le calculer.

## Morphologie
NGC 5676 est asymétrique. Les bras spiraux du côté nord sont bien définie, mais ce n'est pas le cas pour ceux du côté sud. De plus, les bras du côté sud s'étendent plus loin du noyau. En raison de la fragmentation de certains bras spiraux, NGC 5676 est classifié comme une galaxie spirale cotonneuse.
Eskridge, Frogel et Pogge ont publié un article en 2002 décrivant la morphologie de 205 galaxies spirales ou lenticulaires rapprochées. Les observations ont été réalisées dans la bande H de l'infrarouge et dans la bande B (le bleu). Selon Eskridge et ses collègues, NGC 5676 est une galaxie spirale de type Sbc dans la bande B et de type SABbc dans la bande H. Cette galaxie présente un petit bulbe elliptique traversé par une courte barre de faible contraste. Un motif spiral à deux bras émerge des extrémités de la barre à un angle de 150° par rapport au grand axe de la barre. Les bras montrent des nœuds et quelques courbures, mais on peut suivre leur structure bien défénie et à contraste élevé sur presque 360 degrés. Au-delà, le bras au nord-est s'arrête brusquement. Le bras au sud-ouest s'élargit et il devient diffus avant de se fondre dans le disque externe. Il y a deux courts bras au sud-ouest du disque.

## Formation d'étoiles
La partie nord de cette galaxie présente également une région qui semble être le site d'une formation intense d'étoiles. Exceptionnellement, la formation d'étoiles dans cette région semble être plus intense que dans le noyau de la galaxie et cette région est la source infrarouge la plus brillante du disque galactique.

## Groupe d'IC 1029
Selon A. M. Garcia, NGC 5676 fait partie du groupe d'IC 1029. Ce groupe de galaxies compte au moins 11 membres. Les autres galaxies du groupe sont NGC 5602, NGC 5660, NGC 5673, NGC 5682, NGC 5689, NGC 5693, NGC 5707, IC 1029 et UGC 9426. La onzième galaxie mentionnée par Garcia est NGC 5624, mais son appartenance à ce groupe est incertaine.
Abraham Mahtessian mentionne aussi ce groupe, mais sa liste ne comprend que six galaxies : NGC 5660, NGC 5673, NGC 5676, NGC 5689, NGC 5693 et IC 1029.